# Wellington, Illinois
Wellington är en ort i Iroquois County i delstaten Illinois, USA.